# Blauer Malawibuntbarsch

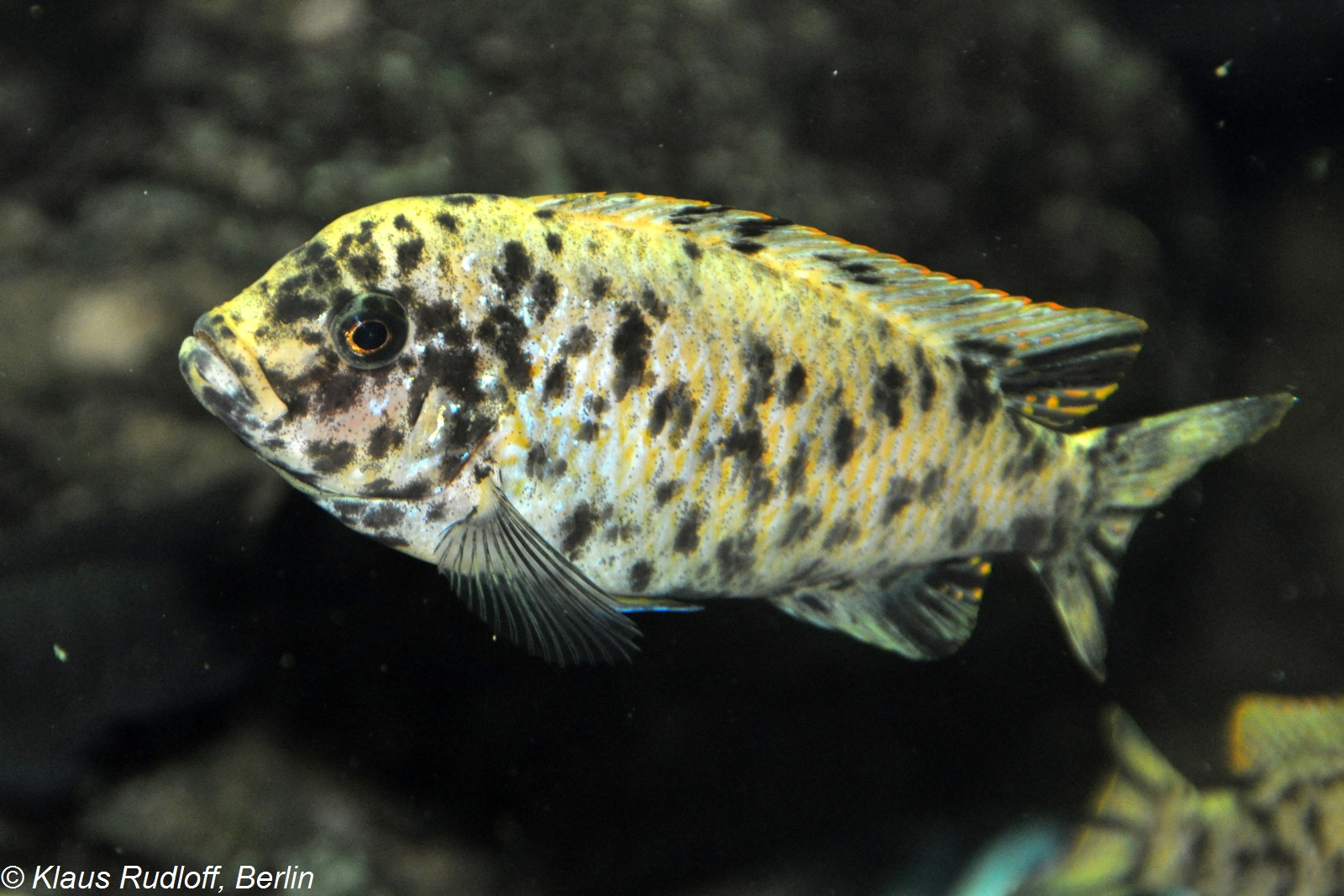
Gefleckte Morphe

Der Blaue Malawibuntbarsch (Maylandia zebra, Synonyme: Pseudotropheus zebra, Metriaclima zebra) ist eine Art der afrikanischen Buntbarsche, die endemisch im Malawisee verbreitet ist. Er lebt an den Felsküsten des Sees und wird wie alle Arten der Buntbarsche, die dasselbe Biotop bevorzugen, zu den Mbuna gezählt. 

## Beschreibung
Die Fische werden 10 bis 13,5 cm lang. Die Weibchen sind bräunlich gefärbt und haben dunkle Querstreifen. Es gibt aber auch orange gefleckte bis völlig orange Farbmorphen. Die Männchen sind blau bis hellblau, ebenfalls mit Querstreifenmuster. Die Männchen haben deutlich mehr Eiflecken auf der Analflosse als die Weibchen (Eiflecken fungieren als Ei-Attrappen und locken das Weibchen beim Ablaichvorgang an die Genitalöffnung des Männchens).

## Verbreitung
Der Blaue Malawibuntbarsch ist vor allem an der Nordwestküste des Malawisees, der auch Nyasasee genannt wird, verbreitet. Hier kommt er zwischen Cape Manulo und der Kande-Insel vor. Es gibt jedoch auch Populationen an der Ostküste des Sees, die sich in der Färbung ein wenig von denen der Westküste unterscheiden. Die Populationen ganz im Norden des Sees werden von vielen Forschern bereits als eine eigene Art, Maylandia emmiltos, angesehen.

## Lebensweise

### Ernährung
Wie andere Mbuna ernährt sich der Blaue Malawibuntbarsch hauptsächlich von an den Felsen wachsenden Algen. 
Er schwimmt dabei im rechten Winkel zur Felsoberfläche und weidet mit seinem endständigen Maul das Pflanzenmaterial ab. Die Fische durchschwimmen auch das offene Wasser auf der Suche nach Plankton. Die Weibchen treten dort oft in Gruppen auf. Geschlechtsreife Männchen verteidigen ein Revier in der Nähe von Höhlen. Dort findet auch die Paarung statt.

### Fortpflanzung
Bei der Paarung wählen die Weibchen das für sie passende Männchen nach optischen Gesichtspunkten aus. Wenn im Laborexperiment mehrere nahe verwandte Populationen durchmischt werden, kommt es dennoch hauptsächlich zu Verpaarungen innerhalb derselben Population.
Die Blauen Buntbarsche sind Maulbrüter. Die Weibchen brüten die Jungen im Maul aus und das Muttertier bewacht die Jungen bis ein paar Wochen nachdem sie geschlüpft sind.

## Haltung
Bei der Aquarienhaltung sollten ähnlich wie in ihrer Heimat Felsen, Steine und Pflanzen eingebracht werden. Wenn das Becken nicht größer als 1,20 m ist, sollten nur ein Männchen mit mehreren Weibchen gehalten werden.

## Nomenklatur und Taxonomie
Die Gattung Maylandia war früher eine Untergattung der Gattung Pseudotropheus, zu der auch der Blaue Malawibuntbarsch, damals Pseudotropheus (Maylandia) zebra genannt, gehörte. 1997 wurden 10 Arten aus dem Pseudotropheus-zebra-Artenkomplex neu beschrieben und unter dem neuen Gattungsnamen Metriaclima zusammengefasst. Nach Meinung der Autoren der neuen Gattung wäre der Name Maylandia für die Erhebung zur Gattung nicht verfügbar gewesen, sondern hätte ein nomen nudum dargestellt. Seither sind in der Literatur beide Gattungsnamen in Verwendung, manche wissenschaftliche Autoren verwenden weiterhin den alten Gattungsnamen Pseudotropheus, um dem Namenskonflikt aus dem Weg zu gehen (vgl. Knight 2004).